# Pleasant Gap
Pleasant Gap é uma região censo-designada no Condado de Centre, Pensilvânia, Estados Unidos. Faz parte do State College, Área Estatística Metropolitana da Pensilvânia. A população era de 2.879 no censo de 2010.

## Demografia
A partir do censo de 2010, havia 2.879 pessoas, 1.198 domicílios e 794 famílias residindo na região. A densidade populacional era de 1.818,7 habitantes por milha quadrada (702,2/km²). Havia 1.238 unidades habitacionais com uma densidade média de 782,1/sq mi (302,0/km²). A composição racial era de 95,7% de brancos, 1,9% de negros ou afro-americanos, 0,2% de nativos americanos, 1,0% de asiáticos e 1,2% de duas ou mais raças. Hispânicos ou latinos de qualquer raça eram 0,8% da população.
Havia 1.198 famílias, das quais 31,2% tinham filhos menores de 18 anos morando com eles, 51,8% eram casados vivendo juntos, 4,3% tinham um chefe de família sem esposa presente, 10,2% tinham uma mulher sem marido presente e 33,7% eram não familiares. Do total de domicílios, 27,4% eram habitações individuais e 9,2% tinham alguém morando sozinho com 65 anos ou mais. O tamanho médio da família foi de 2,40 para 2,93.
Na região, a população era pulverizada, com 23,9% menores de 18 anos, 6,7% entre 18 e 24 anos, 32,0% entre 25 e 44 anos, 25,2% entre 45 e 64 anos e 12,2% com 65 anos ou mais velho. A idade média foi de 37 anos. Para cada 100 mulheres, havia 96,1 homens. Para cada 100 mulheres com 18 anos ou mais, havia 94,1 homens.
A renda média de uma habitação era de $ 49.728, e a renda média de uma família era de $ 73.224. A renda per capita do foi de $ 25.350. Cerca de 3,1% das famílias e 4,9% da população estavam abaixo da linha da pobreza, incluindo 7,2% dos menores de 18 anos e 2,5% dos 65 anos ou mais.

## Geografia
Pleasant Gap está localizado ao sul do centro de Centre County. Esta principalmente no sul de Spring Township, com uma pequena porção que se estende a oeste de Benner Township. A comunidade está localizada no Vale Nittany, ao longo da base noroeste da Montanha Nittany. Gap Run sai da montanha através do Pleasant Gap físico e continua pela cidade, entrando no Logan Branch, um afluente de Spring Creek que flui para o norte, no lado noroeste da cidade.
De acordo com o United States Census Bureau, Pleasant Gap tem uma área total de 1,63 milhas quadradas (4,21 km²).

## Localidades na vizinhança
O diagrama seguinte representa as localidades num raio de 12 km ao redor de Pleasant Gap.